# Kubeczek menstruacyjny

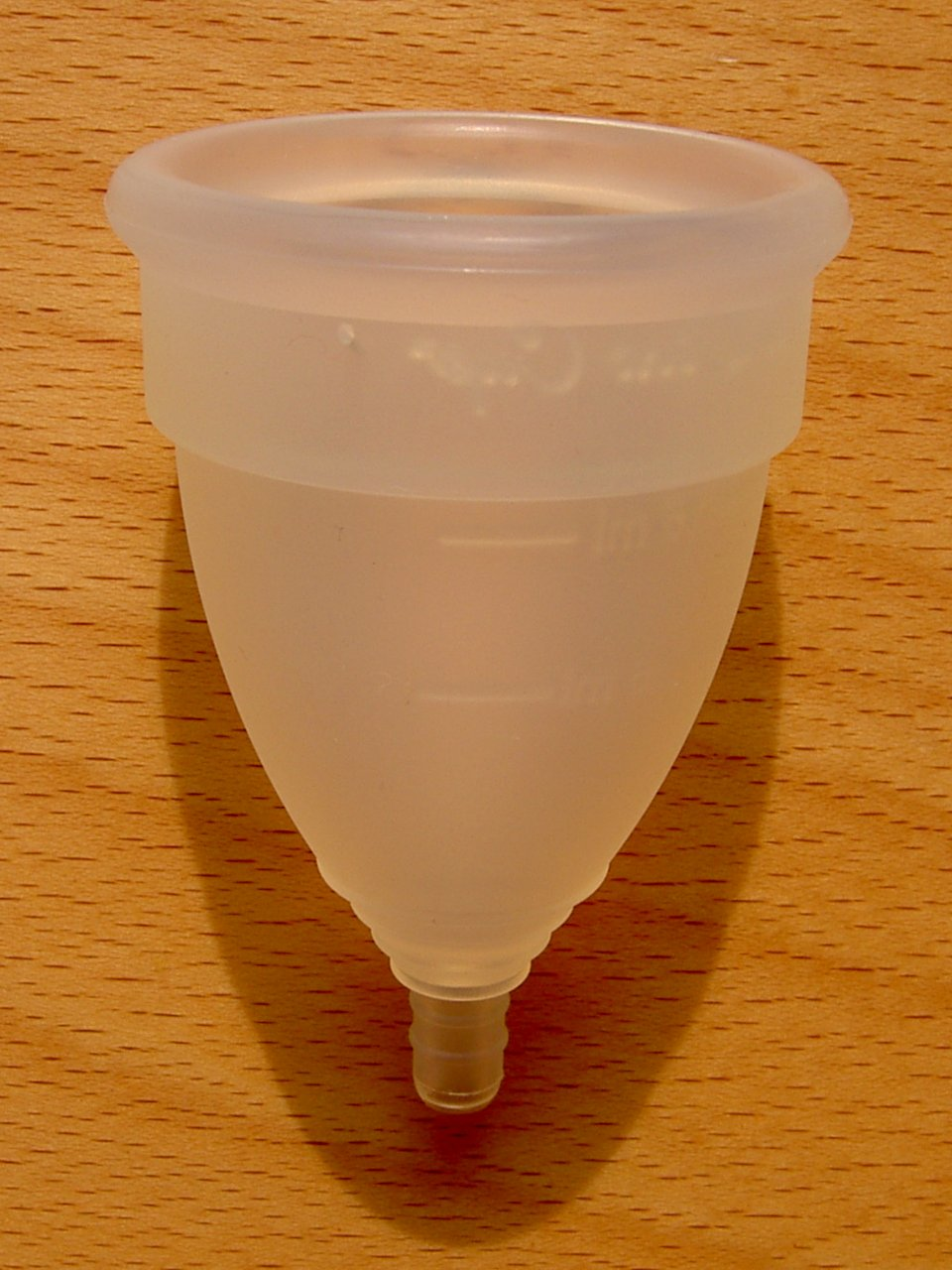
Kubeczek menstruacyjny

Schemat ilustrujący sposób umieszczenia kubeczka w pochwie

Kubeczek menstruacyjny (miseczka menstruacyjna) – jeden ze środków higienicznych przeznaczonych dla kobiet w czasie menstruacji. Kubeczek nosi się w pochwie w czasie krwawienia miesiączkowego. Podobnie jak inne środki stosowane w tym celu, kubeczki służą do zbierania wydzielin menstruacyjnych i krwi. Od tamponów i podpasek odróżnia je to, że wydzieliny menstruacyjne nie są przez nie wchłaniane, ale zbierają się w zbiorniczku. Po wyjęciu kubeczek należy opróżnić, można użyć go ponownie. Rzadko używa się kubeczków jednorazowego użytku.

## Historia
Pierwszy kubeczek menstruacyjny opatentowano w 1932. Z czasem patentów było więcej – kolejne w 1935, 1937 i 1950. Po raz pierwszy większe ilości kubeczków menstruacyjnych pojawiły się w 1960, ale nie okazały się sukcesem dla firmy Tassaway, która próbowała wprowadzić je na rynek. Z początku produkowano je z gumy, z czasem pojawiły się także kubeczki silikonowe. Zalecane jest stosowanie tych drugich, gdyż są bezpieczniejsze.
W 1987 w Stanach Zjednoczonych wyprodukowano kubeczki, których wprowadzenie do sprzedaży okazało się bardzo opłacalne.

## Opis
Aktualnie dostępne są dwa rodzaje kubeczków. Pierwsze, mniej popularne, są miękkie i elastyczne, przypominają kielich zbliżony wyglądem do kapturka dopochwowego służącego do antykoncepcji i są wykonane z polietylenu. Drugi, bardziej popularny, rodzaj kubeczka przypomina dzwon – wykonany jest z silikonu. Są przeznaczone do wielokrotnego użytku i mogą być używane nawet przez 15 lat, przez co są one rozwiązaniem korzystniejszym ekonomicznie niż tradycyjne środki higieny.
Jednorazowe, miękkie kubeczki menstruacyjne mogą być używane w czasie miesiączki, gdy kobieta uprawia seks. Nie są one jednak metodą antykoncepcji. Z kolei te wykonane z silikonu należy wyciągnąć przed stosunkiem.
Niektóre kobiety decydują się na kubeczki głównie dlatego, że w przeciwieństwie do innych środków stosowanych dopochwowo nie wchłaniają upławów menstruacyjnych, lecz gromadzą je w swoim wnętrzu.
Dla niektórych kobiet są trudniejsze w użyciu niż tampony. W badaniu przeprowadzonym w 1995 z udziałem 51 kobiet, 23 (45%) uznały kubeczki menstruacyjne za produkt, który można zaakceptować i używać w czasie miesiączki.

## Rozmiary
Przed zakupem należy rozważyć wybór rozmiaru kubeczka. W większości przypadków dana firma produkuje je w różnych rozmiarach. Mniejsze zaleca się kobietom poniżej 25 roku życia i nieródkom, zaś większe kobietom po 25 roku życia i po minimum jednym porodzie. Takie też zalecane są kobietom z intensywniejszym krwawieniem podczas miesiączki. Najmniejsze przeznaczono dla dziewcząt.
Pod uwagę należy brać długość i szerokość produktu. Jeżeli kobieta ma krótką pochwę, to w pozycji siedzącej istnieje możliwość, że kubeczek będzie wystawać i niezbędna okaże się zmiana rozmiaru.

## Bezpieczeństwo

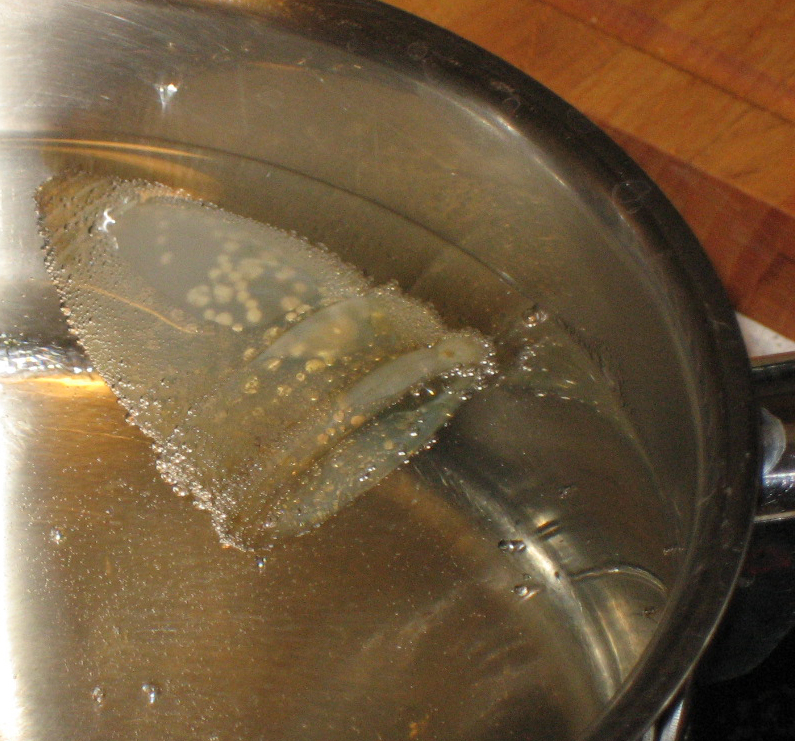
Gotowanie silikonowego kubeczka menstruacyjnego w celu jego wyczyszczenia i zdezynfekowania

Silikonowe kubeczki menstruacyjne nie stanowią zagrożenia dla zdrowia kobiet, pod warunkiem, że są użytkowane zgodnie z ich przeznaczeniem. Mimo to zdarzają się pojedyncze przypadki wystąpienia powikłań przy ich stosowaniu. W czasopiśmie „Gynecologic and Obstetric Investigation” opisano jeden przypadek wystąpienia endometriozy i adenomiozy spowodowanych stosowaniem kubeczka. Amerykańska Agencja Żywności i Leków nie usunęła ich jednak ze sprzedaży, uznając, że nie ma wystarczających dowodów na zwiększenie ryzyka wystąpienia tych chorób.
W 2015 w kanadyjskim czasopiśmie „Canadian Journal of Infectious Diseases & Medical Microbiology” poinformowano o zespole wstrząsu toksycznego u 37-letniej kobiety, która po raz pierwszy użyła kubeczka menstruacyjnego.
W metaanalizie, opublikowanej w 2019 na łamach The Lancet Public Health, przeanalizowano 43 badania i dane dotyczące 3319 kobiet i dziewcząt na temat stosowania kubeczków menstruacyjnych. Oceniono, że były one tak samo dobre, jeśli nie lepsze, jak jednorazowe tampony i podpaski. W raporcie zauważono, że kubki menstruacyjne nie stanowiły podwyższonego ryzyka zakażenia badanych kobiet i dziewcząt w Europie, Ameryce Północnej i Afryce oraz że kubeczek nie ma niekorzystnego wpływu na florę bakteryjną waginy. Według badaczy użycie kubka menstruacyjnego zamiast tamponów i podpasek wiąże się ze znaczą oszczędnością pieniędzy w ciągu 10-letniego okresu jego użytkowania.

## Zalety i wady
Używanie kubeczków wymaga wprawy, jednak kobiety decydują się na stosowanie ich z różnych powodów, między innymi:
- ze względów ekologicznych – kubeczki wielokrotnego użytku nie zanieczyszczają środowiska w takim stopniu, jak np. podpaski, gdyż po wyjęciu z pochwy ich zawartość wylewa się i można ich użyć ponownie po uprzednim przepłukaniu,
- ze względów ekonomicznych – jeden silikonowy kubeczek można stosować nawet do 15 lat, nie wydając dodatkowych pieniędzy na tradycyjne środki higieny,
- w porównaniu z tamponami wykazują dwie zalety: nie mają elementów narażonych na zamoczenie w czasie mikcji i nie powodują nadmiernego wysuszenia wnętrza pochwy poprzez wchłanianie śluzu,
- w przeciwieństwie do tamponów odpowiednio dobrane rozmiarem będą dobre dla kobiet z tyłozgięciem macicy[potrzebny przypis].